# Кциа (село)
Кциа (груз. ქცია) — село в Грузии, на территории Дманисского муниципалитета края (мхаре) Квемо-Картли.

## География
Село находится в юго-восточной части Грузии, на правом берегу реки Храми (Кциа), на расстоянии приблизительно 15 километров (по прямой) к северо-северо-востоку от города Дманиси, административного центра муниципалитета.

## Население
По результатам официальной переписи населения 2014 года в Кциа проживало 69 человек (41 мужчина и 28 женщин). В национальной структуре населения грузины составляли 97,1 %.
| Год  | Население, человек |
| ---- | ------------------ |
| 2002 | 79                 |
| 2014 | ↘ 69               |